# Braunroter Zweigtang

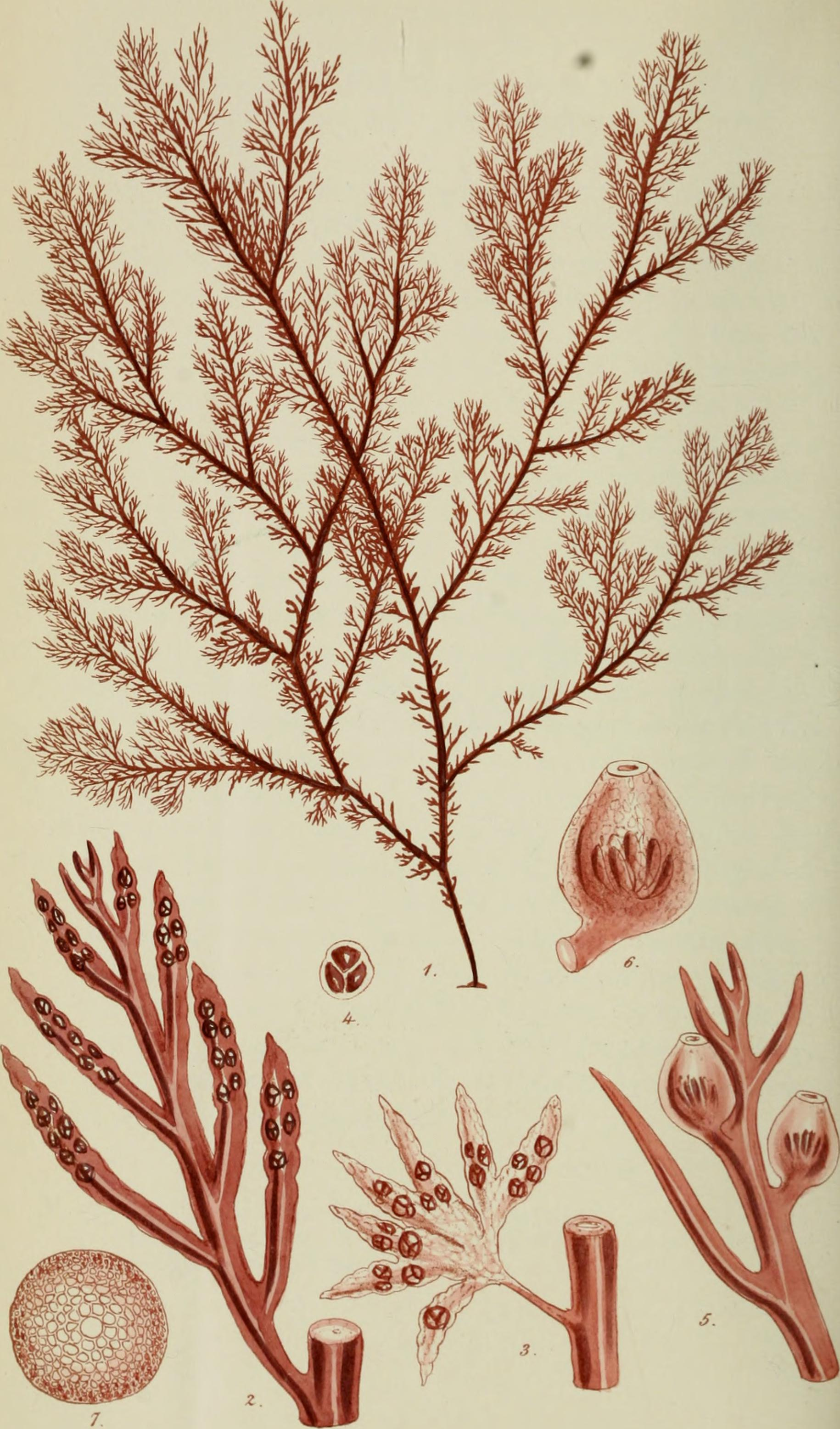
Braunroter Zweigtang, Illustration. Gestalt (oben), Querschnitt (unten links), Tetrasporangien (unten Mitte), Zystokarpien (unten rechts)

Der Braunrote Zweigtang (Rhodomela confervoides) ist eine Art der Rotalgen. Er ist an den Meeresküsten der Nordhalbkugel weit verbreitet und kommt auch in der Nordsee und Ostsee vor.

## Beschreibung
Der Braunrote Zweigtang bildet dunkel-braunrote grobe Büschel von 25 (bis 30) Zentimeter Länge. Der Thallus besteht aus stielrunden, knorpeligen, stark verzweigten Ästen, die sich wiederholt unregelmäßig verzweigen. Die kräftige Hauptachse erscheint ungegliedert. Ihre um einen zentralen Hohlraum liegenden verlängerten Zellen sind von einer mehrschichtigen Rinde aus kleinen Zellen umgeben.

## Entwicklungszyklus
Der Braunrote Zweigtang ist mehrjährig. Sein Aussehen ändert sich mit den Jahreszeiten. Vom Spätsommer bis zum Winter wirkt die Alge kahl und borstig. Im Frühling (bei Helgoland bereits ab Januar) treiben an den Enden der Zweige zahlreiche hellrote, pinselartige Verzweigungen aus, an denen die Fortpflanzungsorgane entstehen. Die männlichen Gametophyten bilden an den Zweigenden dichte Büschel von farblosen Spermatangien. Weibliche Gametophyten bilden nach der Befruchtung gestielte, kugelige Zystokarpien mit offener Mündung, die als kleine Knötchen sichtbar sind. Die Tetrasporophyten bilden fertile Ästchen mit paarigen Tetrasporangien. Zum Sommer hin degenerieren die kleinen Ästchen und die jungen Zweige strecken sich, so dass die Alge wieder kahl erscheint.

## Vorkommen
Der Braunrote Zweigtang ist an den Meeresküsten der Nordhalbkugel weit verbreitet: im Nord-, Nordost- und Nordwest-Atlantik, im Weißen Meer und im Nord-Pazifik. In der Nordsee kommt er unter anderem bei Helgoland und im Nord- und Ostfriesischen Wattenmeer vor, außerdem in der westlichen und östlichen Ostsee.
Er wächst in Gezeitentümpeln und auf Felsen in der unteren Gezeitenzone. Auch auf Muschelschalen kann er sich ansiedeln.

## Systematik
Die wissenschaftliche Erstbeschreibung erfolgte 1762 durch William Hudson unter dem Namen Fucus confervoides (In: Flora anglica, S. 269). Paul Claude Silva stellte die Art 1952 in die Gattung Rhodomela.
Es existieren zahlreiche Synonyme: Fucus confervoides Hudson, Fucus subfuscus Woodward, Fucus variabilis Goodenough & Woodward, Fuscaria variabilis Stackhouse, Gigartina subfusca (Woodward) J.V.Lamouroux, Gigartina subfusca var. flaccida Lyngbye, Gigartina subfusca var. racemosa Lyngbye, Gigartina subfusca var. tenuior (C.Agardh) Lyngbye, Lophura gracilis Kützing, Rhodomela confervoides f. gracilior (J.Agardh) W.R.Taylor, Rhodomela confervoides f. rochei (Harvey) W.R.Taylor, Rhodomela confervoides f. abyssicola (Rosenvinge) Pankow, Rhodomela confervoides f. gracilis (Kützing) Pankow, Rhodomela confervoides f. tenuior (C.Agardh) Pankow, Rhodomela confervoides f. virgata (Kjellman) Rosenvinge ex Rueness, Rhodomela rochei Harvey, Rhodomela subfusca (Woodward) C.Agardh, Rhodomela subfusca f. abyssicola Rosenvinge, Rhodomela subfusca f. extrataeniensis Areschoug, Rhodomela subfusca f. gracilior J.Agardh, Rhodomela subfusca f. gracilis (Kützing) Areschoug, Rhodomela subfusca f. intrataeniensis Areschoug, Rhodomela subfusca f. tenuior (C.Agardh) Svedelius, Rhodomela subfusca f. virgata (Kjellman) Rosenvinge, Rhodomela subfusca var. firmior J.Agardh, Rhodomela subfusca var. flaccida (Lyngbye) C.Agardh, Rhodomela subfusca var. penicillata C.Agardh, Rhodomela subfusca var. tenuior (C.Agardh) C.Agardh, Rhodomela virgata Kjellman, Sphaerococcus confervoides (Hudson) C.Agardh, Sphaerococcus subfuscus (Woodward) C.Agardh und Sphaerococcus subfuscus var. tenuior C.Agardh.

## Inhaltsstoffe
Rhodomela confervoides enthält verschiedene Bromphenole, darunter einige mit cytotoxischen und antibakteriellen Eigenschaften, die pharmazeutisch interessant sein könnten. Das Bromphenol HPN wirkt antihyperglykämisch und könnte potentiell zur Behandlung von Diabetes mellitus genutzt werden. Einige Stickstoff enthaltende Bromphenole wirken als Radikalfänger und natürliches Antioxidans.